# Battaglia di Lemno (1024)
La battaglia di Lemno del 1024 fu il culmine di un'incursione delle truppe del Rus' di Kiev attraverso i Dardanelli e nel Mar Egeo. Fu il penultimo conflitto tra l'Impero bizantino e il Rus'.
L'unica fonte del conflitto è la storia di Giovanni Scilitze. Secondo Scilitze, nel 1024 un condottiero del Rus' di nome Chrysocheir radunò 800 uomini e salpò per Costantinopoli, con l'obiettivo di arruolarsi nella Guardia Variaga dell'imperatore Basilio II (r. 976-1025). Questo Chrysocheir era un parente del defunto principe di Kiev Vladimir di Kiev, che aveva sposato la sorella dell'imperatore, Anna. Il suo vero nome è sconosciuto, e "Chrysocheir" è molto probabilmente una traduzione greca del suo nome, che significa "mano d'oro". Blöndal ha proposto che derivi dal norreno antico Auđmundr o dall'inglese antico Eadmund.
A Costantinopoli, a Chrysocheir e ai suoi uomini fu chiesto di consegnare le armi prima di poter entrare in città per arruolarsi. I Rus' rifiutarono e navigarono verso sud attraverso la Propontide. Il comandante degli stretti dei Dardanelli ad Abido cercò di bloccare il loro cammino, ma essi lo sconfissero e navigarono attraverso gli stretti fino al Mar Egeo. Si diressero quindi verso l'isola di Lemno, dove si trovarono di fronte una flotta bizantina molto più forte, comprendente le forze dello stratego di Samos Davide di Ocrida, la flotta del thema di Kibyrrhaioton e le truppe del dux di Tessalonica Niceforo Cabasilas. I comandanti bizantini inizialmente finsero di voler negoziare, in modo da tranquillizzare i Rus'. Poi i Bizantini piombarono su di loro all'improvviso e li uccisero tutti.